# Hilari de Cara i Casaleiz
Hilari de Cara i Casaleiz (Melilla, 9 de juliol de 1945) és un poeta, professor de literatura i gestor cultural.

## Biografia
Doctor en Filologia Catalana, ha estat professor de literatura i llengua anglesa i catalana a diferents centres de Badalona. L'any 1995 es va traslladar als Estats Units, on va residir durant sis anys exercint de professor de professor de llengua i literatura espanyola, hispanoamericana i universal a l’Escola Internacional de les Nacions Unides.
Actualment exerceix de professor de literatura a l'Institut d'Ensenyament Secundari Mossèn Alcover de Manacor. De la seva carrera professional destaca la tesi doctoral sobre l'obra de Quim Monzó. Combina la seva tasca de docent amb la col·laboració a revistes i publicacions periòdiques com Revista de Badalona, Diari de Mallorca, Diari de Balears, El Carrer dels Arbres, Manacor i 7 Setmanari (Manacor), en les quals utilitza sovint diversos pseudònims, com Hilari Bogbinder, Capità Spolding, Fred Astaire o Fred. Des de l'any del seu debut, el 1969, ha publicat més de deu llibres de poesia i narrativa. És director de la col·lecció Varoic de narrativa de Documenta Balear.

## Obres publicades

### Poesia en català
- L'espai del senglar.  Manacor: Foment de la Cultura-Caixa de Balears, 1985 (Tià de Sa Real).
- Quaderns d'es Llombards. Manacor: El Turó, 1992
- Bolero.  Barcelona: Quaderns Crema, 1998 (Poesia dels Quaderns Crema;44). ISBN 978-84-7727-215-1.
- Poemes (1985-1991). Manacor: El Turó, 1998
- Absalom.  Pollença: El Gall, 2006 (Trucs i baldufes;12). ISBN 978-84-9523-299-1.
- Postals de cendres.  Pollença: El Gall, 2008 (Trucs i baldufes;23). ISBN 978-84-9660-877-1.
- Via Bàltica.  València: Denes, 2012 (Poesia;99). ISBN 978-84-9276-894-3. (Premi Carles Salvador 2011)
- Nunc.  Palma: Moll, 2014 (Balanguera;165). ISBN 978-84-2735-165-3. (Premi Bernat Vidal i Tomàs 2012)
- Carrer d'Artà.  Palma: Lleonard Muntaner, 2014 (La fosca;21). ISBN 978-84-1611-621-8. (Premi de Poesia Mediterrània Pare Colom 2014)
- Refraccions.  Barcelona: Proa, 2015 (Els Llibres de l'Óssa Menor;345). ISBN 978-84-7588-550-6. (Premi Carles Riba 2014)
- Cave papam.  Calonge: AdiA, 2016 (Ossos de sol;20). ISBN 978-84-9450-486-0. (Premi Miquel Bauçà 2016)
- Quaderns del port.  Barcelona: Proa, 2018 (Llibres de l'Óssa Menor;363). ISBN 978-84-7588-737-1. (Premi Jocs Florals de Barcelona 2018)[3]
- El misantrop.  Barcelona: Pont del petroli, 2019 (La puça del petroli;39). ISBN 978-84-9492-498-9.

### Poesia en castellà
- Libro Uno 1969

### Narrativa
- Un llac en flames.  Barcelona: Quaderns Crema, 2009 (Biblioteca mínima;172). ISBN 978-84-7727-465-0.
- Cada família, un porc.  Palma: Lleonard Muntaner, 2011. ISBN 978-84-1507-672-8.

## Premis literaris
- Cavall Verd-Josep Maria Llompart de poesia, 2007: Absalom
- Premi Pollença de Poesia, 2007: Postals de cendres[4]
- Premi Crítica Serra d'Or de poesia, 2009: Postals de cendres
- Premi Pare Colom de narrativa mediterrània, 2011: Cada família, un porc
- Premi Vidal i Tomàs de poesia, 2012, Santanyí
- Premi Carles Riba de poesia, 2014, Refraccions[5]
- Premi de poesia Miquel Bauçà 2016 per Cave papam[6]